# Persone di nome Oleg
| Questa pagina contiene informazioni ricavate automaticamente dalle voci biografiche con l'ausilio del template Bio e di un bot. L'aggiornamento è periodico e automatico e ricostruisce completamente la pagina. Se manca una persona in questa lista, sei pregato di non aggiungerla, ma accertati piuttosto che la sua voce biografica contenga il template Bio e che i dati anagrafici siano correttamente compilati. Se il template Bio manca, inseriscilo tu stesso o, in alternativa, metti l'avviso {{tmp\|Bio}} che ne segnala la mancanza. Se i dati riportati sono sbagliati, correggi direttamente la voce biografica; le modifiche saranno visibili in questa lista entro pochi giorni. Per chiarimenti vedi il progetto antroponimi. La lista contiene solo le 156 persone che sono citate nell'enciclopedia e per le quali è stato implementato correttamente il template Bio. Pagina aggiornata al 16 ott 2024. |

Questa è una lista di persone presenti nell'enciclopedia che hanno il prenome Oleg, suddivise per attività principale.

## Agenti segreti(1)
- Oleg Vladimirovič Pen'kovskij, agente segreto sovietico (Vladikavkaz, n. 1919 - Mosca, † 1963)

## Allenatori di calcio(13)
- Oleg Dolmatov, allenatore di calcio e ex calciatore sovietico (Čeljabinsk-40, n. 1948)
- Oleg Garin, allenatore di calcio e ex calciatore russo (Nachodka, n. 1966)
- Oleg Kononov, allenatore di calcio e ex calciatore bielorusso (Kursk, n. 1966)
- Oleg Kopaev, allenatore di calcio e calciatore sovietico (Elec, n. 1937 - Mosca, † 2010)
- Oleg Kornauchov, allenatore di calcio e ex calciatore russo (Mosca, n. 1975)
- Oleg Kornienko, allenatore di calcio e ex calciatore russo (Ordžonikidze, n. 1973)
- Oleg Kuz'min, allenatore di calcio e ex calciatore russo (Mosca, n. 1981)
- Oleg Ošenkov, allenatore di calcio e calciatore sovietico (San Pietroburgo, n. 1911 - Kiev, † 1976)
- Oleg Pašinin, allenatore di calcio e ex calciatore uzbeko (Mytišči, n. 1974)
- Oleg Sergeev, allenatore di calcio e ex calciatore sovietico (Volgograd, n. 1968)
- Oleg Širinbekov, allenatore di calcio e ex calciatore sovietico (Šachrinau, n. 1963)
- Oleg Vasilenko, allenatore di calcio russo (Stavropol', n. 1973)
- Oleg Veretennikov, allenatore di calcio e ex calciatore russo (Revda, n. 1970)

## Allenatori di pallacanestro(1)
- Oleg Meleščenko, allenatore di pallacanestro e ex cestista sovietico (Ekibastuz, n. 1967)

## Allenatori di pallavolo(1)
- Oleg Šatunov, allenatore di pallavolo e ex pallavolista russo (Joškar-Ola, n. 1967)

## Astisti(1)
- Oleg Zernikel, astista tedesco (Almaty, n. 1995)

## Astronomi(1)
- Oleg Geraščenko, astronomo ucraino

## Attori(10)
- Oleg Ivanovič Borisov, attore russo (Ivanovo, n. 1929 - Mosca, † 1994)
- Oleg Nikolaevič Efremov, attore russo (Mosca, n. 1927 - Mosca, † 2000)
- Oleg Fomin, attore e regista sovietico (Tambov, n. 1962)
- Oleg Ivanovič Jankovskij, attore russo (Džezkazgan, n. 1944 - Mosca, † 2009)
- Oleg Menšikov, attore, regista e produttore teatrale russo (Serpuchov, n. 1960)
- Oleg Striženov, attore sovietico (Blagoveščensk, n. 1929)
- Oleg Pavlovič Tabakov, attore russo (Saratov, n. 1935 - Mosca, † 2018)
- Oleg Taktarov, attore e artista marziale misto russo (Sarov, n. 1967)
- Oleg Borisovič Vidov, attore russo (Filimonki, n. 1943 - Westlake Village, † 2017)
- Oleg Žakov, attore sovietico (Sarapul, n. 1905 - Pjatigorsk, † 1988)

## Aviatori(1)
- Oleg Peškov, aviatore e militare russo (Kosicha, n. 1970 - Gebel dei Turcomanni, † 2015)

## Baritoni(1)
- Oleg Bryjak, baritono kazako (Jezkazgan, n. 1960 - Prads-Haute-Bléone, † 2015)

## Biologi(1)
- Oleg Orlov, biologo, politico e attivista russo (Mosca, n. 1953)

## Calciatori(30)
- Oleg Alejnik, calciatore russo (Gukovo, n. 1989)
- Oleg Andronic, ex calciatore moldavo (Chișinău, n. 1989)
- Oleg Clonin, ex calciatore moldavo (n. 1988)
- Oleg Dmitriev, calciatore russo (Vjaz'ma, n. 1995)
- Oleg Eprincev, ex calciatore e ex giocatore di calcio a 5 russo (Karabulak, n. 1962)
- Oleg Hromțov, ex calciatore moldavo (Rîbnița, n. 1983)
- Oleg Ichim, ex calciatore moldavo (Tiraspol, n. 1979)
- Oleg Isaenko, calciatore russo (Kaliningrad, n. 2000)
- Oleg Ivanov, calciatore russo (Mosca, n. 1986)
- Oleg Kazmirchuk, ex calciatore kirghiso (n. 1968)
- Oleg Kholkovskiy, ex calciatore kirghiso (n. 1975)
- Oleg Kožemjakin, calciatore russo (Kryvyj Rih, n. 1995)
- Oleg Lanin, calciatore russo (Ust'-Labinsk, n. 1996)
- Oleg Lïtvïnenko, calciatore kazako (Taraz, n. 1973 - Taraz, † 2007)
- Oleg Lotov, ex calciatore kazako (n. 1975)
- Oleg Morozov, calciatore sovietico (Sinjavino, n. 1937 - † 2006)
- Oleg Musin, ex calciatore russo (Novokuzneck, n. 1975)
- Oleg Nedaşkovskïý, calciatore kazako (Džambul, n. 1987)
- Oleg Nikolaev, calciatore ucraino (Luhans'k, n. 1998)
- Oleg Reabciuk, calciatore moldavo (Ialoveni, n. 1998)
- Oleg Romancev, ex calciatore e allenatore di calcio sovietico (Gavrilovskoe, n. 1954)
- Oleg Salenko, ex calciatore sovietico (Leningrado, n. 1969)
- Oleg Samsonov, ex calciatore russo (Novovoronež, n. 1987)
- Oleg Šatov, ex calciatore russo (Nižnij Tagil, n. 1990)
- Oleg Shatskikh, ex calciatore uzbeko (n. 1974)
- Oleg Terëchin, ex calciatore russo (Ėngel's, n. 1970)
- Oleg Vlasov, ex calciatore russo (Priladozhskiy, n. 1984)
- Oleg Zoteyev, calciatore uzbeko (Tashkent, n. 1989)
- Oleg Černyšov, calciatore russo (Bugul'ma, n. 1986)
- Oleg Šalaev, calciatore russo (San Pietroburgo, n. 1992)

## Canoisti(1)
- Oleg Gorobij, ex canoista russo (Voronež, n. 1971)

## Canottieri(2)
- Oleg Golovanov, canottiere sovietico (Leningrado, n. 1934 - † 2019)
- Oleg Tjurin, canottiere sovietico (n. 1937 - San Pietroburgo, † 2010)

## Cestisti(1)
- Oleg Kutuzov, ex cestista sovietico (Leningrado, n. 1935)

## Ciclisti su strada(1)
- Oleg Logvin, ex ciclista su strada russo (Minsk, n. 1959)

## Circensi(1)
- Oleg Konstantinovič Popov, circense russo (Virubovo, n. 1930 - Rostov sul Don, † 2016)

## Compositori di scacchi(1)
- Oleg Pervakov, compositore di scacchi russo (Kirov, n. 1960)

## Cosmonauti(8)
- Oleg Artem'ev, cosmonauta e politico russo (Riga, n. 1970)
- Oleg Jur'evič At'kov, cosmonauta e medico sovietico (n. 1949)
- Oleg Kononenko, cosmonauta russo (Türkmenabat, n. 1964)
- Oleg Valerievič Kotov, cosmonauta ucraino (Sinferopoli, n. 1965)
- Oleg Grigor'evič Makarov, cosmonauta sovietico (Udomlja, n. 1933 - Mosca, † 2003)
- Oleg Novickij, cosmonauta russo (Čėrven', n. 1971)
- Oleg Platonov, cosmonauta russo (Čeljabinsk, n. 1986)
- Oleg Skripočka, cosmonauta e ingegnere russo (Nevinnomyssk, n. 1969)

## Danzatori(1)
- Oleg Ivenko, danzatore e attore ucraino (Charkiv, n. 1991)

## Danzatori su ghiaccio(1)
- Oleg Ovsjannikov, ex danzatore su ghiaccio russo (Mosca, n. 1970)

## Dirigenti sportivi(1)
- Oleg Petrov, dirigente sportivo e ex hockeista su ghiaccio russo (Mosca, n. 1971)

## Generali(2)
- Oleg Mitjaev, generale russo (Orenburg, n. 1974 - Mariupol', † 2022)
- Oleg Leonidovič Saljukov, generale russo (Saratov, n. 1955)

## Ginnasti(1)
- Oleg Stepko, ginnasta russo (n. 1994)

## Giocatori di calcio a 5(2)
- Oleg Denisov, ex giocatore di calcio a 5 russo (Mosca, n. 1967)
- Oleg Kalašnikov, ex giocatore di calcio a 5 russo (n. 1964)

## Giornalisti(1)
- Oleg Slabyn'ko, giornalista russo (Mosca, n. 1962 - Semender, † 1996)

## Hockeisti su ghiaccio(4)
- Oleg Kvaša, ex hockeista su ghiaccio russo (Mosca, n. 1978)
- Oleg Saprykin, hockeista su ghiaccio russo (Mosca, n. 1981)
- Oleg Tverdovskij, ex hockeista su ghiaccio russo (Donec'k, n. 1976)
- Oleg Zajcev, hockeista su ghiaccio sovietico (Mosca, n. 1939 - Mosca, † 1993)

## Imprenditori(4)
- Oleg Burlakov, imprenditore russo (Leningrado, n. 1949 - Lapino, † 2021)
- Oleg Vladimirovič Deripaska, imprenditore russo (Dzeržinsk, n. 1968)
- Oleg Rudnov, imprenditore russo (Leningrado, n. 1948 - Monaco di Baviera, † 2015)
- Oleg Tinkov, imprenditore e banchiere cipriota (Polysaevo, n. 1967)

## Ingegneri(1)
- Oleg Konstantinovič Antonov, ingegnere sovietico (Troick, n. 1906 - Kiev, † 1984)

## Judoka(1)
- Oleg Stepanov, judoka sovietico (Mosca, n. 1939 - Mosca, † 2010)

## Lottatori(3)
- Oleg Boltin, lottatore e wrestler kazako (Ridder, n. 1993)
- Oleg Karavaev, lottatore sovietico (Minsk, n. 1936 - Minsk, † 1978)
- Oleg Kutscherenko, ex lottatore ucraino (n. 1968)

## Medici(1)
- Oleg Georgovič Gazenko, medico e militare russo (n. 1918 - † 2007)

## Militari(3)
- Oleg Gordievskij, ex militare e agente segreto sovietico (Mosca, n. 1938)
- Oleg Kalugin, ex militare e agente segreto sovietico (Leningrado, n. 1934)
- Oleg Pantjuchov, militare e educatore russo (Kiev, n. 1882 - Nizza, † 1973)

## Nuotatori(1)
- Oleg Kostin, nuotatore russo (Nižnij Novgorod, n. 1992)

## Organisti(1)
- Oleg Grigor'evič Jančenko, organista e compositore russo (Mosca, n. 1939 - Mosca, † 2002)

## Pallanuotisti(1)
- Oleg Bovin, ex pallanuotista sovietico (Mosca, n. 1946)

## Pallavolisti(2)
- Oleg Antonov, pallavolista russo (Mosca, n. 1988)
- Oleg Moliboga, pallavolista sovietico (Dnipropetrovs'k, n. 1953 - Mosca, † 2022)

## Pattinatori artistici su ghiaccio(3)
- Oleg Makarov, ex pattinatore artistico su ghiaccio sovietico (Leningrado, n. 1962)
- Oleg Protopopov, pattinatore artistico su ghiaccio sovietico (Leningrado, n. 1932 - Interlaken, † 2023)
- Oleg Vasil'ev, ex pattinatore artistico su ghiaccio sovietico (Leningrado, n. 1959)

## Pattinatori di velocità su ghiaccio(2)
- Oleg Bož'ev, ex pattinatore di velocità su ghiaccio sovietico (Mosca, n. 1961)
- Oleg Gončarenko, pattinatore di velocità su ghiaccio sovietico (Charkiv, n. 1931 - Mosca, † 1986)

## Pittori(1)
- Oleg Supereko, pittore russo (Mosca, n. 1974)

## Politici(5)
- Oleg Dmitrievič Baklanov, politico russo (Charkiv, n. 1932 - Mosca, † 2021)
- Oleg Belozërov, politico e manager russo (Ventspils, n. 1969)
- Oleg Morgun, politico russo (Sadkovcy, n. 1967)
- Oleg Serebrian, politico moldavo (n. 1969)
- Oleg Yesayan, politico karabakho (n. 1946)

## Principi(4)
- Oleg di Kiev, principe russo († 912)
- Oleg Svjatoslavič, principe russo († 977)
- Oleg II di Rjazan', principe russo (Rjazan' - Solotča, † 1402)
- Oleg Konstantinovič Romanov, principe russo (San Pietroburgo, n. 1892 - Vilnius, † 1914)

## Psicologi(1)
- Oleg Viktorovič Maltsev, psicologo ucraino (Odessa, n. 1975)

## Pugili(3)
- Oleg Grigor'ev, ex pugile sovietico (Mosca, n. 1937)
- Oleg Alexandrovič Maskaev, ex pugile uzbeko (abai Karaganda, n. 1969)
- Oleg Saitov, pugile russo (Novokujbyševsk, n. 1974)

## Rapper(1)
- Kizaru, rapper russo (Leningrado, n. 1989)

## Registi(9)
- Oleg Asadulin, regista, sceneggiatore e produttore cinematografico russo (Čeljabinsk, n. 1971)
- Oleg Aleksandrovič Bondarёv, regista sovietico (Mosca, n. 1939 - Mosca, † 2003)
- Oleg Daškevič, regista sovietico (Leningrado, n. 1930 - † 2016)
- Oleg Nikolaevič Frelich, regista cinematografico russo (Mosca, n. 1887 - Mosca, † 1953)
- Oleg Pavlovič Nikolaevskij, regista sovietico (Ekaterinburg, n. 1922 - Ekaterinburg, † 1998)
- Oleg Pogodin, regista sovietico (Sal'sk, n. 1965)
- Oleg Rjaskov, regista sovietico (n. 1961)
- Oleg Tepcov, regista sovietico (Leningrado, n. 1954)
- Oleg Trofim, regista, sceneggiatore e musicista russo (Iskatelej, n. 1989)

## Scacchisti(1)
- Oleg Černikov, scacchista russo (Gor'kij, n. 1936 - Nižnij Novgorod, † 2015)

## Schermidori(1)
- Oleg Sokolov, schermidore uzbeko (n. 1984)

## Scrittori(3)
- Oleg Mandič, scrittore croato (Sansego, n. 1933)
- Oleg Olegovič Pavlov, scrittore russo (Mosca, n. 1970 - Mosca, † 2018)
- Oleg Yunakov, scrittore e giornalista ucraino (Kiev, n. 1980)

## Sollevatori(2)
- Oleg Sîrghi, sollevatore moldavo (Krasnojarsk, n. 1987)
- Oleg Čen, ex sollevatore russo (Almaty, n. 1988)

## Stilisti(1)
- Oleg Cassini, stilista e costumista francese (Parigi, n. 1913 - New York, † 2006)

## Storici(1)
- Oleg Chlevnjuk, storico, scrittore e docente sovietico (Vinnycja, n. 1959)

## Storici dell'arte(1)
- Oleg Grabar, storico dell'arte e archeologo francese (Strasburgo, n. 1929 - Princeton, † 2011)

## Taekwondoka(1)
- Oleg Kuznecov, taekwondoka russo (n. 1989)

## Tennisti(1)
- Oleg Ogorodov, ex tennista uzbeko (Tashkent, n. 1972)

## Triplisti(3)
- Oleg Fedoseev, triplista e lunghista sovietico (Mosca, n. 1936 - Mosca, † 2001)
- Oleg Protsenko, ex triplista russo (Sol'cy, n. 1963)
- Oleg Sakirkin, triplista kazako (Şımkent, n. 1966 - Şımkent, † 2015)

## Tuffatori(1)
- Oleg Vikulov, tuffatore russo (Penza, n. 1987)

## Violinisti(1)
- Oleg Kagan, violinista sovietico (Južno-Sachalinsk, n. 1946 - Monaco di Baviera, † 1990)

## Wrestler(1)
- Vladimir Kozlov, ex wrestler ucraino (Kiev, n. 1979)

## Senza attività specificata(2)
- Oleg Moldovan, ex tiratore a segno moldavo (Chișinău, n. 1966)
- Oleg Rebrov, ex pentatleta kazako (n. 1970)